# Vriesea wurdackii
Vriesea wurdackii là một loài thuộc chi Vriesea. Đây là loài đặc hữu của Venezuela.